# Ramón Franco y Bahamonde
Ramón Franco y Bahamonde (Ferrol, Galícia, 2 de febrer de 1896 - Mar Mediterrani, 28 d'octubre de 1938) fou un polític, militar i aviador espanyol. Ha passat a la història per la gesta del vol del Plus Ultra, fet que el va convertir en un heroi de la seva època. Fill de Nicolás Franco y Salgado de Araújo, capità de la Marina, i de María del Pilar Bahamonde y Pardo de Andrade, va ser germà de Nicolás, Pilar, María de la Paz i del dictador Francisco Franco. Es va casar en 1924 amb Carmen Díaz Guisasola (1905-1992), de la qual es va divorciar en 1931. En 1935 es va casar amb Engracia Moreno Casado, amb la qual va tenir una filla, Ángeles Franco Moreno.

## Biografia

### Carrera militar
Nascut en 1896, era el més jove dels germans Franco. A diferència dels seus germans, Ramón era el fill que més s'assemblava al seu pare Nicolás, i destacava pel seu caràcter extravertit, alegre, despreocupat i rebel. La seva mare esperava que es dediqués a la vida eclesiàstica, encara que finalment va optar per la carrera militar, com ja havien fet els seus altres germans. Va ingressar en l'Acadèmia d'Infanteria de Toledo en 1911, i s'hi llicencià en el lloc 37è d'entre 413 alumnes.
En 1914 va ser destinat com a oficial d'infanteria al Protectorat del Marroc, on va prestar servei en el cos de Regulars. En 1920 va ser destinat a l'Aeronàutica militar com a alumne de l'escola de pilots, obtenint el títol d'aviador i sent destinat a la base d'hidroavions d'Atalayón (Melilla), activitat en la qual aviat va destacar pel seu suport a les tropes de terra. Les seves actuacions a Àfrica aviat el van convertir en un dels pilots més populars de l'aeronàutica militar. En 1924, va rebre la Medalla Militar per les seves actuacions durant la Guerra del Rif.

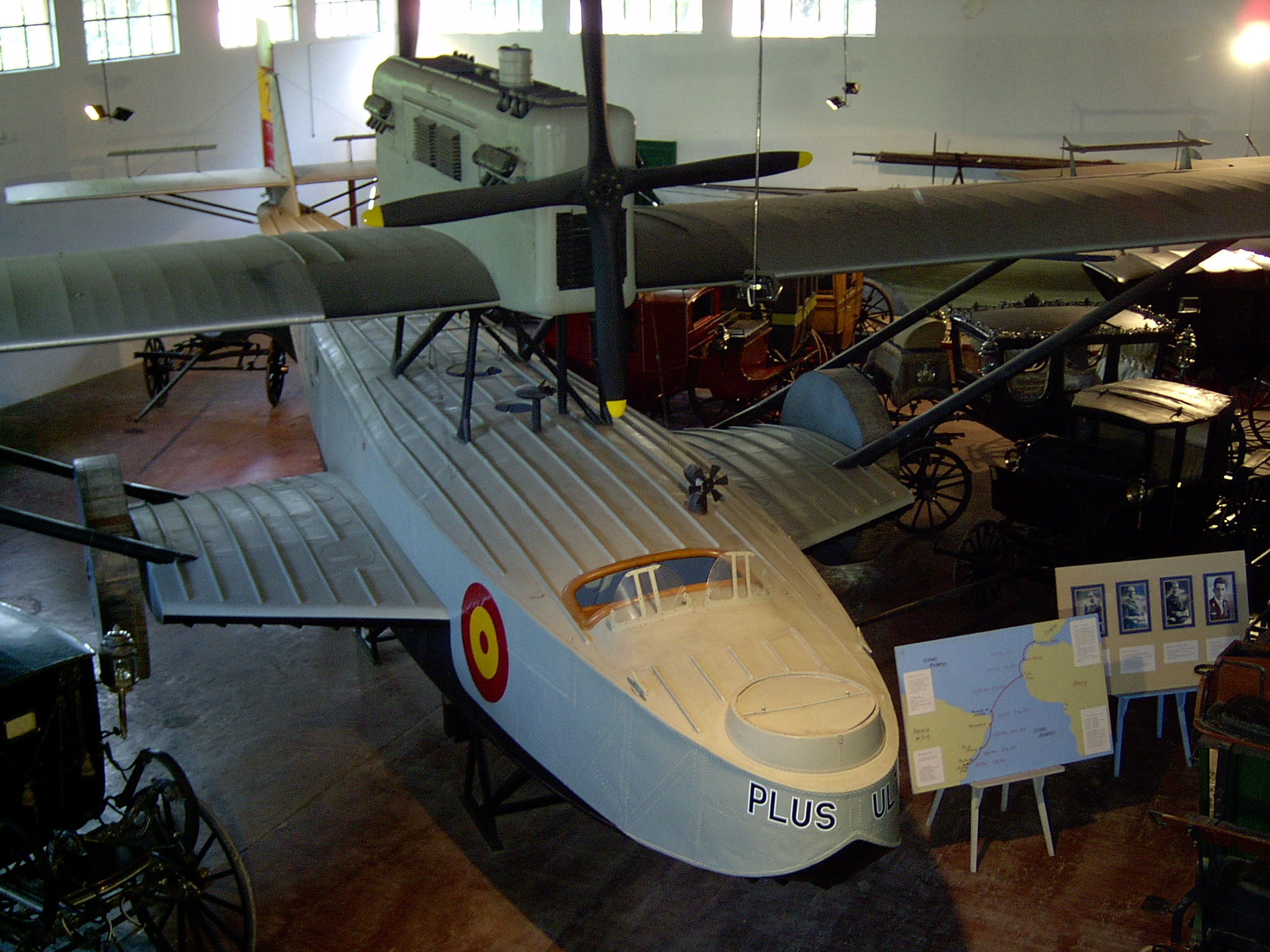
L'Hidroavió Plus Ultra. al Museu Històric Enrique Udaondo, de la ciutat de Luján, vora Buenos Aires

Els seus èxits en l'aviació el van animar a organitzar un raid aeri cap a Sud-amèrica, el després conegut com a vol del Plus Ultra. Abans de la seva realització existia l'antecedent de la primera travessia aèria de l'Atlàntic sud en 1922, en un vol que va anar des de Lisboa a Rio de Janeiro (la capital brasilera de llavors) i que va ser emprès pels portuguesos Gago Coutinho i Sacadura Cabral. Sobre la base d'aquests precedents es va organitzar la nova travessia, que amb un Dornier Do J Wal hauria d'arribar fins a la capital argentina, Buenos Aires. A més de Ramón Franco, van participar-hi tres altres tripulants: el capità Julio Ruiz de Alda, el tinent de navili Juan Manuel Durán i el mecànic Pablo Rada. El 22 de gener de 1926 l'hidroavió Dornier Wal Plus Ultra va partir des de Palos de la Frontera, començant una travessia que duraria en total 59 hores i 39 minuts. El 10 de febrer van arribar a Buenos Aires, després d'haver recorregut 10.270 km i haver parat a Las Palmas de Gran Canaria, Cap Verd, Pernambuco, Rio de Jainero, Recife i Montevideo. Aquest vol va passar a la història com un dels grans raids de l'aviació espanyola, així com en la història de l'aviació mundial. Per a Ramón Franco aquest vol va suposar convertir-se en un heroi popular en l'Espanya dels anys 1920.
Amb motiu de l'èxit obtingut en el vol del Plus Ultra, va ser nomenat gentilhome de cambra amb exercici del rei Alfons XIII.

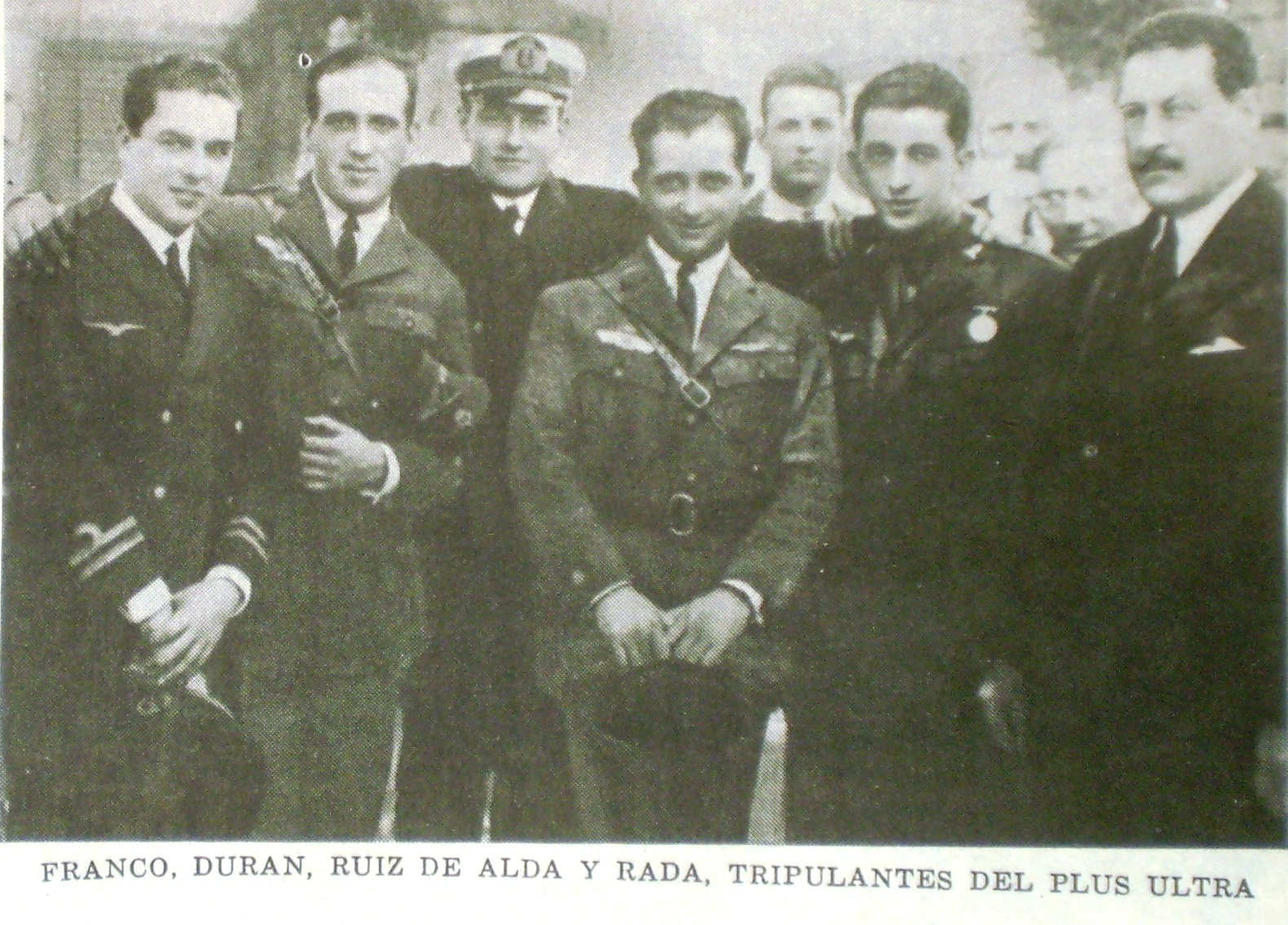
Ramón Franco amb els tripulants del "Plus Ultra": Durán, Ruiz de Alda i Rada.

En l'estiu de 1929 va organitzar un nou raid aeri que travessaria l'Atlàntic nord, encara que l'hidroavió Dornier que va emprar en aquesta ocasió va tenir una avaria mecànica a l'altura de les illes Açores. L'avaria es va produir a la meitat de l'oceà Atlàntic i la tripulació hagué de ser rescatada per un portaavions britànic. Aquest imprevist va suposar la cancel·lació del vol projectat i alhora un descrèdit per al fins aleshores heroi de l'aviació. Unes posteriors declaracions que va fer respecte a aquest incident li van valer enfrontar-se amb el general Miguel Primo de Rivera; automàticament, va passar a convertir-se en opositor de la dictadura de Primo de Rivera i la monarquia, la qual cosa li va valer ser detingut i empresonat diverses ocasions.
Al desembre de 1930, al costat d'altres aviadors com Ignacio Hidalgo de Cisneros, es va revoltar contra la monarquia en l'aeròdrom militar de Cuatro Vientos. Després d'enlairar-se de un avió, va arribar a amenaçar amb bombardejar el palau Reial de Madrid, encara que al final només va llançar proclames revolucionàries. Després del fracàs de la revolta, va marxar fins a l'exili al costat d'altres aviadors rebels, volant fins a Lisboa.

### Segona República
Amb l'adveniment de la Segona República no només va ser rehabilitat i recanvi en la seva ocupació, sinó que el govern provisional republicà el va nomenar director general de l'Aeronàutica Militar, recuperant també la seva antiga condició d'heroi. A diferència del seu germà Francisco, Ramón va acollir de bon grat l'arribada de la República.
Malgrat el seu nou lloc militar, Franco va participar en les eleccions generals de 1931, en les quals es va presentar en dues circumscripcions: Sevilla-capital i Barcelona. En la primera es va presentar pel Partit Republicà Revolucionari (PRRev) al costat d'altres candidats com l'andalucista Blas Infante, mentre que en la segona ho va fer com a independent federalista. En els dies previs als comicis va participar en els successos coneguts com el complot de Tablada, uns fets encara no esclarits del tot, als quals a més es va sumar un aparatós accident durant un míting electoral a Lora del Río. Aquests incidents li van valer ser destituït del seu càrrec, que tan breument havia exercit. Després de sol·licitar voluntàriament la seva baixa en l'exèrcit, Ramón Franco es va dedicar a la política. En les eleccions del 28 de juny de 1931 va sortir elegit diputat tant per la circumscripció de Sevilla com per la de Barcelona, encara que va renunciar a la seva acta per la capital sevillana, es va convertir en diputat per Barcelona i es va integrar en el grup parlamentari d'Esquerra Republicana de Catalunya (ERC), partit al qual donava suport. En un míting durant la campanya electoral a Barcelona s'havia arribat a declarar partidari d'una «Federació de Repúbliques Ibèriques».
Durant les Corts Constituents va formar un grup que es va fer notar per la seva política demagògica i antigovernamental: els jabalíes. Estant a Barcelona coincidí amb l'oficial Vicenç Guarner i Vivancos, que també s'havia adherit a la República. Preguntat l'opinió del seu germà Francisco respecte al nou règim republicà, Ramón va respondre:
| « | Mira, Guarner, Paco per ambició seria capaç d'assassinar la nostra mare i per presumpció mataria el nostre pare. | » |

En la seva primera compareixença al parlament va mantenir un agre debat amb Miguel Maura Gamazo sobre els «fets de Tablada», durant el qual van quedar clares els seus escassos dots parlamentaris i d'orador. Amb això, durant aquesta primera intervenció pública va perdre gran part de la seva popularitat i credibilitat. Per a les eleccions generals de 1933 no va tornar a presentar-se. Per contra, va sol·licitar i li va ser concedit el seu reingrés en l'Aeronàutica Militar. El nou govern radical d'Alejandro Lerroux, buscant mantenir-lo lluny, el va nomenar agregat aeri en l'ambaixada espanyola a Washington (Estats Units).

### Guerra civil
Al juliol 1936, en produir-se la revolta militar contra la República en la qual prenia part el seu germà, seguia ocupant el seu lloc en l'ambaixada de Washington. En vista de la situació existent a Espanya, es va posar en contacte amb un antic amic seu, preguntant-li sobre una hipotètica tornada a la zona republicana i posar-se a les ordres del govern. Aquest ho va consultar al seu torn amb el president Azaña, que va comentar: «que no vingui; ho passaria molt malament». Després d'alguns titubejos, en el mes d'octubre Ramón Franco es va traslladar a Portugal i va passar a la zona dominada pels revoltats, unint-s'hi. Alguns han assenyalat els llaços familiars com una de les raons per les quals es va unir al bàndol rebel, a més que per a llavors el seu germà Francisco ja s'havia convertit en el líder del Bàndol revoltat. Una altra de les teories és que es va unir als revoltats després de l'afusellament del seu antic amic Julio Ruiz de Alda, en la Presó Model de Madrid.
La veritat és que el seu germà, ja convertit en «generalísimo» dels revoltats, el va destinar a les Balears, ascendint-lo al rang de tinent coronel i nomenant-lo comandant de la Base d'Hidroavions de Pollença, a Mallorca. Aquest nomenament no va ser rebut amb bon grat pels oficials de l'«Aviació Nacional»", la força aèria dels revoltats, els quals no oblidaven el seu passat republicà i, fins i tot, revolucionari. El malestar va ser tal que va provocar una protesta escrita del comandant en cap de l'Aviació Nacional, el general Alfredo Kindelán, que en una carta amb data de 26 de novembre de 1936 manifestava el descontentament existent entre els pilots i oficials "nacionals" pel nomenament, suggerint al «generalísimo» que Ramón no ocupés cap càrrec de comandament actiu.
La veritat és que, com a comandant en cap que era Kindelán, el nomenament s'havia fet sense consultar-lo, i per a la seva indignació la carta mai va ser contestada. Curiosament, uns mesos abans el «generalísimo» Franco no havia tingut dubtes a l'hora d'ordenar l'afusellament del seu cosí i oficial republicà, Ricardo de la Puente Bahamonde. Durant la contesa, Ramón va dur a terme nombroses operacions militars sobre el Mediterrani.

### Defunció

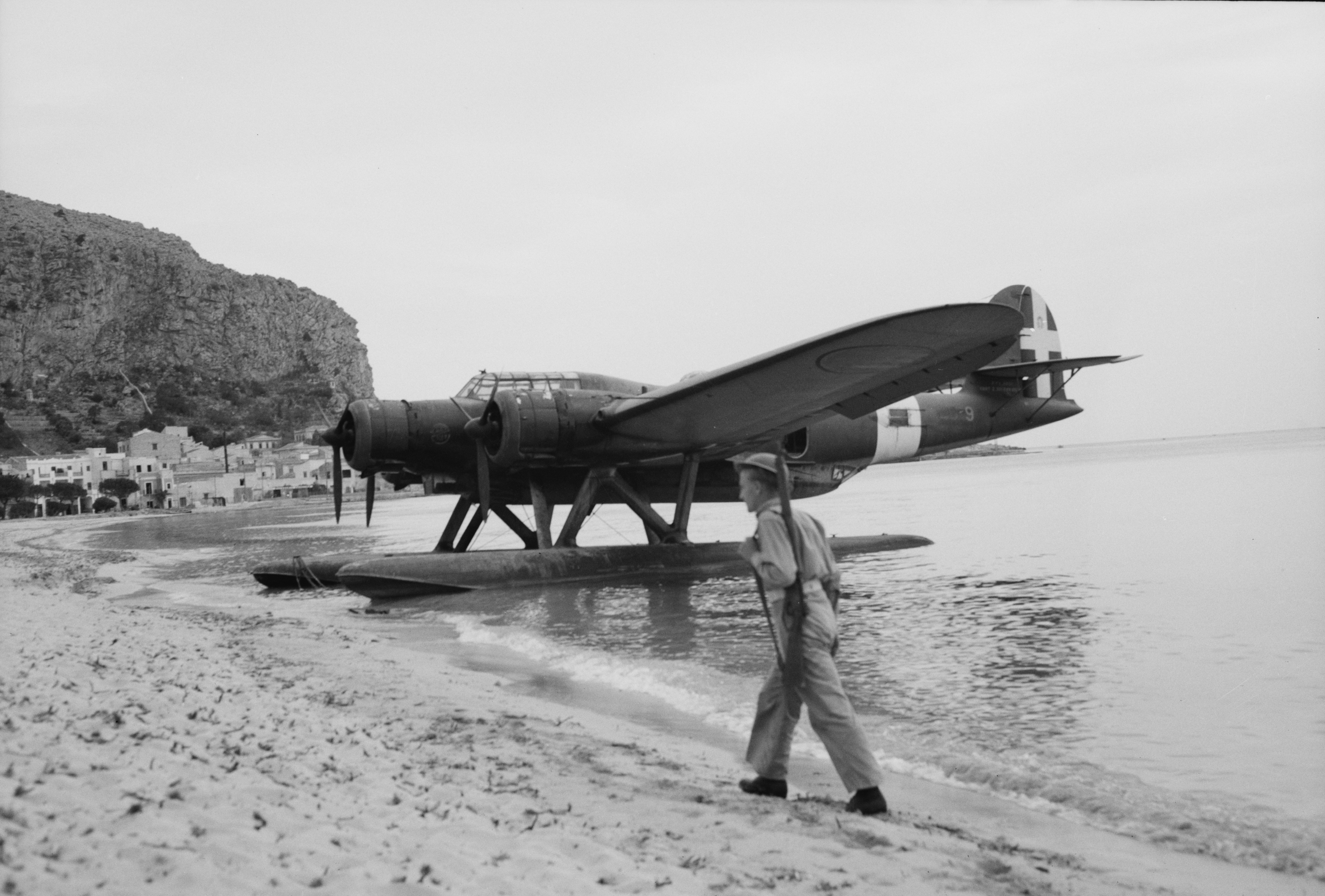
Un Cant Z-506 a Sicília (1943), similar al que pilotava Ramón Franco.

Ramón Franco va morir a l'octubre 1938 durant un vol que duia a terme des de la base de Pollença després d'estavellar-se l'hidroavió de fabricació italiana CANT Z.506 Airone que pilotava. Suposadament, havia sortit per bombardejar el port de València. Altres autors apunten al fet que en realitat es dirigia a bombardejar Barcelona, on estava tenint lloc el comiat de les Brigades Internacionals. Va partir de la base amb molt males condicions atmosfèriques i amb un avió carregat amb prop de mil quilos de bombes i, en endinsar-se en una tempesta i no ser capaç de dominar l'aparell, va caure en barrina sobre el mar.
Des de llavors, la seva mort ha donat lloc a rumors que hagués pogut ser víctima d'un sabotatge, bé procedent de quintacolumnistes republicans o d'elements propers al bàndol revoltat, que veurien en ell un personatge molest a causa del seu passat, el seu prestigi en l'aviació i el seu parentiu amb el líder dels revoltats. Segons la seva germana, va ser assassinat per la maçoneria perquè volia publicar un llibre antimaçònic que es deia La burla del grado 33. La veritat és que no es tractava del primer militar significat del bàndol revoltat que va morir en un accident aeri durant la contesa: el general Sanjurjo i el general Mola, rivals potencials de Francisco Franco en la carrera per la prefectura del bàndol revoltat, havien mort en sengles accidents aeris en 1936 i 1937, respectivament.
Després de la seva mort va ser ascendit al rang de coronel de forma pòstuma.

## Homenatges

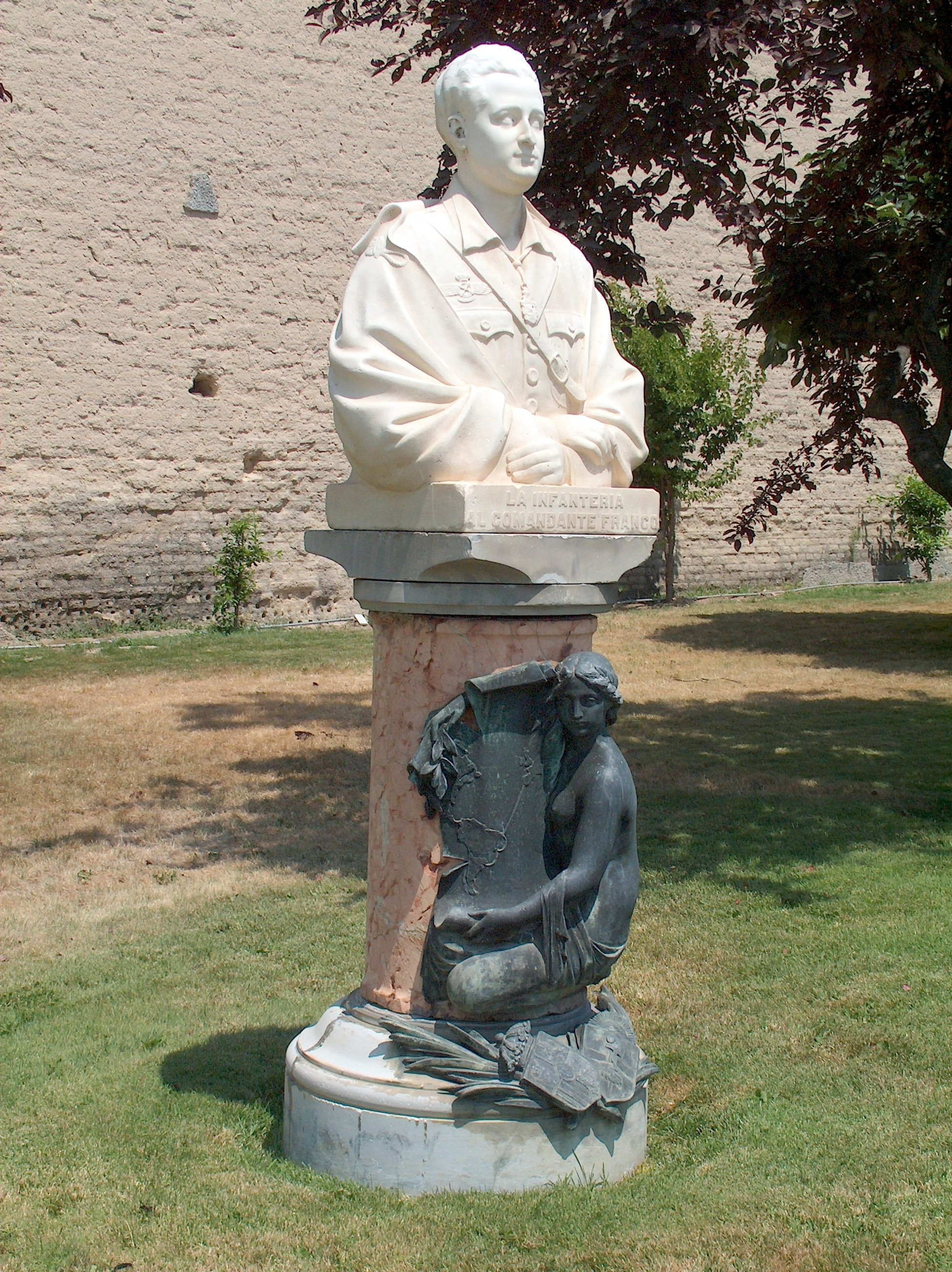
Bust al Museu de l'Aire de Cuatro Vientos (Madrid)

Va tenir un carrer dedicat a la ciutat de Barcelona fins que el 2019 se li va canviar el nom pel del mecànic Pablo Rada, un altre dels participants al vol del Plus Ultra. També té carrers dedicats a Navalmoral de la Mata (Càceres), Cangas de Morrazo, Corral-Rubio, Vila-real, Telde, Madrid, Porcuna (Jaén), Ares (la Corunya), Alacant, Asp, Cadis, Huelva, Palos de la Frontera, San Martín de Valderaduey (Zamora), Torrent (Horta Oest), a Rio de Janeiro i a la localitat de Remedios Escalada, al sud de la ciutat de Buenos Aires, fins i tot en la localitat de Ciudad Jardín Lomas del Palomar situada a l'oest de la ciutat de Buenos Aires. A més, a la ciutat de Las Palmas de Gran Canària existeix, en el seu honor, la plaça Comandante Ramón Franco.
A Argentina, a la ciutat de La Plata, des de 1926, el carrer número 65 es denomina Comandant Ramón Franco. A la ciutat de Rosario Santa Fe hi ha un passatge de tres quadres que el commemora. A la ciutat de Salto, província de Buenos Aires, també hi ha el carrer Ramón Franco. Al barri de Wilde (partit d'Avellaneda), a la província de Buenos Aires (Argentina), una avinguda porta el seu nom. Al Barri d'Urca, a Rio de Janeiro (Brasil), també existeix un carrer denominat Ramón Franco. Al mateix temps, des de 1926, a Azul (província de Buenos Aires), el carrer La Rioja va passar a tenir el nom de Comandante Franco.

## Obres
- De Palos al Plata (1926).
- Madrid bajo las bombas (1931).